# 定型角色
定型角色是一種人為設定的角色，這些角色的人格、說話方式和特質反映了特定(同好)文化的刻板印象，使定型角色具備良好的辨識性，易於被特定文化中的成員辨認出來。因此，在喜劇和戲仿中經常出現的手法就是將某個定型角色的性格極度誇張化。
西方傳統中的定型角色源自古希臘和古羅馬的劇場，以及時間距離現在較近的義大利藝術即興喜劇（Commedia Dell'arte）。

## 定型角色

### 古希臘
廣義上，自從有了埃斯库罗斯、索福克勒斯、欧里庇得斯的悲劇（基於神話人物的特徵）就有了定型角色。雖然神話人物不代表真實存在的人，他們是一群可能曾是古代聽眾或是更早時代的人，趨於屬於公認的類型。例如赫淮斯托斯、 赫耳墨斯和普罗米修斯代表了愚蠢的角色，就像是「眾神的小丑」（ "jesters to the gods"）。
狹義上，定型角色起源於戲劇院。例如，古希臘阿里斯托芬的旧喜剧通常有三個定型角色：自吹擂台的冒充者大話家（alazon）；以及挖苦的對手角色 eiron；還有被稱作為 bomolochus 的小丑。此外，這些舊喜劇典型的家具、口音、服裝或道具等描繪了劇作家想要觀眾輕易認出和迅速聯想到角色的欲望。僕人穿著短袖的長袍；食客們總是帶著棍棒；鄉村神祇、牧羊人和農夫手持曲柄手杖；信使和大使帶著雙盤蛇帶翼權杖（caduceus）；國王們有權杖，英雄們有擊棍，而老人有彎拐杖。

#### 亞里士多德
亞里士多德探索對快樂的追求的理論，他討論了他周圍人的美德並且可能無意中成爲了第一個研究人物角色的人。
在他的修辭學中，亞里士多德解釋了為什麼「年輕人、老人、青壯年人、出身名門的人、富人、有權勢的人、好運的人」在情緒上有這麼大的不同。儘管亞里士多德的作品比較像包含「研究」的品格、倫理和修辭（the Character, Ethics and Rhetoric contained “disquisitions”），而非品格。

#### 泰奧弗拉斯托斯
據現在所知的知識，人們猜測對角色的研究始於亚里士多德的学生泰奧弗拉斯托斯。在《人物素描》（約前319年）中，泰奧弗拉斯托斯引入了“人物素描”的方法，成為了“the Character as a genre.”的核心內容，包含30種角色類型 ——26種 moral types和四种 social  types。每種類型據說是代表某一群體的個人，賦予了那群人最突出的特徵。泰奧弗拉斯托斯式的角色類形如下： 
| - 不忠心的人（Eironeia） - 諂媚者（Kolakeia） - 喋喋不休的人（Adoleschia） - 粗魯的人（Agroikia） - 殷勤的人（Areskeia） - 沒有道德的人（Aponoia） - 多話的人（Lalia） - 假造者（Logopoiia） - 不知羞恥的貪婪者（Anaischuntia） - 守財奴（Mikrologia） | - 行為冒犯的人（Bdeluria） - 倒楣人（Akairia） - 愛發號施令的人（Periergia） - 心不在焉的人（Anaisthesia） - 不愛交際的人（Authadeia） - 迷信的人（Deisidaimonia） - 吹毛求疵的人（Mempsimoiria） - 愛懷疑的人（Apistia） - 討厭的人（Duschereia） - 令人不快的人（Aedia） | - 志向小的人（Mikrophilotimia） - 守財奴（Aneleutheria） - 愛炫耀的人（Alazoneia） - 自大的人（Huperephania） - 懦夫（Deilia） - 主張寡頭政治的人（Oligarchia） - 晚學的人（Opsimathia） - 毀謗者（Kakologia） - 壞朋友的愛人（Philoponeria） - 下賤地貪婪的人（Aischrokerdeia） |

#### 新喜劇
新喜劇是第一種有著類似泰奧弗拉斯托斯定義的角色類型的戲劇形式。據說米南德是泰奧弗拉斯托斯的學生，並且他因關於典型廚師、商人、農夫和奴隸角色的書而聞名。雖然我們幾乎沒有新喜劇的傳世作品，米德南的戲劇作品有個「泰奧弗拉斯托斯戒指」（“Theophrastan ring”）: 漁民、農民、迷信的人、脾氣差的人、允諾者、嗣女 、女祭司、錯誤的原告、厭惡女人的男人、受憎惡的人、船長、奴隸、妾、士兵、寡婦和容易被噪音嚇到的人。

#### 默劇
早期另一個描繪角色起源的戲劇形式是默劇。希臘－羅馬短默劇時常是描述一名肥胖、愚笨的丈夫回家後發現妻子和情人同在床上的定型故事，這幾人都是定型角色。雖然默劇並不限於表演訂形角色，但 mimus calvus 是一個早期時常出現的角色。mimus calvus 很像提拉鬧劇的小丑 Maccus。提拉鬧劇在角色的研究中相當重要，因為它包含了第一群真正的定型角色。提拉鬧劇裡有四種蠢人，除 Maccus 外，還有貪吃的 Bucco、天真的老人 Pappus（他是愚笨的犧牲者）、狡猾的駝背者 Dossennus（他是騙子）。第五種角色以額外角色 Manducus 為標準形，他是諂媚而嘮叨的皮條客，亦在提拉鬧劇中出現，他可能是改變自 Dossennus 的角色。羅馬默劇和提拉鬧劇相當接近。

### 古羅馬

#### 普勞圖斯
羅馬共和國的劇作家普勞圖斯從提拉鬧劇（Atellan Farce）以及新的或以前的希臘喜劇裡取材。他把原先四種類型的提拉鬧劇擴充到八種（not quite as distinct as the farcical types）。這些類型包含了：
- 老人，多半是個吝嗇鬼 - SENEX IRATUS
- 陷入愛河的年輕人，可能是吝嗇鬼的兒子，這人會對抗權威 - ADULESCENS AMATOR
- 聰明（或狡猾）的奴隸 - SERVUS CALLIDUS
- 笨奴隸 - SERVUS STULTUS
- 攀附權貴（寄生）或諂媚者 - PARASITUS
- 交際花 - MERETRIX
- 販奴者或拉皮條者 - LENO
- 自吹擂台的士兵

普勞圖斯的小丑通常是奴隸或攀附權貴者。

## 常見的定型角色
- 超級英雄
- 絕世高手：通常为武侠文化中武功最强的一批人，一般在武侠小说中是其中的主要角色。經常被設計成一對或一組人，例如：射鵰英雄傳系列中的五絕；三俠五義中的南俠展昭、北俠歐陽春；中華英雄中的三絕：南神掌、北腿王和劍聖等等。除武侠文化外，絕世高手型角色設定亦常見於以特定專業為故事主線的小說、戲劇、動漫等等，例如在漫畫灌籃高手中，仙道彰和澤北榮治便是絕世高手型角色。又如千王之王中的南神眼羅四海和北千手卓一夫；聖鬥士星矢中的十二黃金聖鬥士等亦屬此類。
- 武林盟主：通常为武侠文化中最受江湖人物敬重、或最有權力的一人，武功為最頂尖之一，功能為調解武林糾紛、主持公道等等。一般都不會是主角（或最多只會於故事結尾部份，主角才成為盟主，例如倚天屠龍記中的張無忌），亦未必一定是正派人物（例如覆雨翻雲系列中的龐斑），有時盟主只統領部份江湖（例如碧血劍第二版中，袁承志便是七省總盟主），更多時候武林盟主只具其實際功效而無正式職銜（例如神鵰俠侶初段中的郭靖和末段的楊過，都是只有盟主的地位和號召力，而沒有被稱為盟主）。
- 落難少女：年輕、漂亮而清純的女子，等待英雄將她從殘酷的命運中拯救出來（例如仙履奇緣中的灰姑娘）。
- 純情少女（ingenue）：同樣為年輕漂亮的女子，不過是處於精神或情緒上的危機而非生理上的危機。通常她會成為負心漢的目標。
- 黑寡婦：美麗但邪惡的女子，她們會勾引英雄陷入危機中。
- 競賽者：某個技巧生澀的運動員，他必須仰賴某個年長智者的指導以克服本身先天上的局限（比如缺乏紀律或信心），好在某個運動競賽中贏得勝利。
- 復仇者：復仇者是一個熱血青年，他的亲人或愛人被殺害或暴力對待，因此試圖用法外途徑來復仇。著名的例子有哈姆雷特和宇智波佐助。
- 白馬王子：拯救落難少女的王子，在許多童話故事中出現，比如白雪公主、睡美人和灰姑娘。
- 名偵探：通常為懸疑故事中的解謎者和主角，多數有自己的事件系列。通常為冷靜、睿智、洞察力過人，往往能先於別人發現問題核心。常常有些與別不同的特徵或怪癖，並因此而遠近知名（如福爾摩斯的掃興言談和毒舌；波羅的潔癖和八字鬍；湯川學的過度理性和冷漠；金田一耕助的蓬頭垢面；明智小五郎的風流倜儻和艾朗西的輪椅等等）。名偵探也通常有一個一同行動但智力較低的助手或撘檔，負責現場偵查、盤問、採證等粗活，多數也會負責武打場面。也常會由撘檔充當說故事的人。因此，名偵探的撘檔也屬定型角色，但由於必須依附於名偵探，所以算是一種定型角色的亞型。典型為福爾摩斯的華生、波羅的海斯庭、金田一一的劍持警部和佐木兄弟等等。
- 花花公子（fop）：品味極高的貴族，他通常都會過度裝扮，說話的時候也會過度使用某些詞藻（通常是法文），以及在各方面矯枉過正。花花公子通常都不太聰明，而且總是很多話（英雄有時候會偽裝成花花公子來消除他敵人的疑心，例如蒙面俠蘇洛平常就是隱藏在花花公子唐·迪阿哥的身分下）。
- 愚者：愚者是會講謎語和雙關語的小丑型人物。通常愚者事实上很有智慧，並且會揭露出他所愚弄角色的真實內涵。著名的例子是莎士比亞的《第十二夜》和《李爾王》裡的愚者。
- 年長智者：年老且充滿經驗和智慧的人物，他會訓練並且指導主角，經常被描述為巫師或者隱士。著名的年長智者有梅林、尤達和鄧不利多。
- 功夫師傅：典型上是一個亞洲人，他年紀很大而且是個武術大師。他的目的通常是在主角初嘗敗果後訓練他對抗壞人。通常會和年長智者的角色重疊，而且很可能成為傳功長老(將畢生功力傳授給某個年輕的角色後死亡)。
- 跟班：主角的助手。跟班常常是個搞笑人物，不過他值得信任而且有時候會展現出令人驚訝的勇氣和智慧。在偵探小說中的跟班，比如福爾摩斯小說中的约翰·华生，通常會比普通讀者還要愚鈍一些，經常忽略了某些重要線索，以及不時會推理出錯誤的結論。
- 電腦兒童（whiz kid）：主角旁邊的聰明跟班。通常他的體能在那一群之中是最弱小的，因此他在戰鬥中沒有用處，但是他在電腦和技術方面卻非常拿手。他的聰明表現在博學多聞上面，在說話時會使用一堆專門術語。
- 搞笑人物：他通常是冒險團隊中的一員，會在嚴肅的情況下（比如戰爭）表現出絕佳的幽默。有時候他可能會在心中哭訴，或者他的笑聲可能掩飾著他的不安。有時候他的幽默行徑可能會帶給別人困擾。著名的例子有《史瑞克》中的驢子、《霹靂布袋戲》中的秦假仙。
- 高貴的野蠻人（noble savage）：某個弱勢群体或文化的代表，他會幫助主角（通常是白人）脫離困境或者帶領他進入心靈啟迪。
- 黑暗魔王：擁有一批嘍囉部下的邪惡頭目，通常熱心於征服某一領域、地方、以至全世界或全宇宙。比如白卜庭、黑武士、索倫和佛地魔。
- 邪惡天才：他們是主角的敌人，主軸事件的幕後黑手，通常也是最後的boss。
- 嘍囉/炮灰：邪恶頭目的部下，能力不足且經常失敗。
- 瘋狂科學家：過度投入於科學中的狂熱者，他們有些是不小心，有些是故意地「擾亂了自然的力量」，造成需要主角來收拾的麻煩。
- 守財奴：一個富有而貪心的人，他生活的唯一目的是用盡方法來攢取財富。
- 法外之徒：有時候是一個冷血的亡命之徒，不過也有的時候是像羅賓漢這類勇敢的劫富濟貧者。
- 硬漢：他通常會不多說廢話地使用某些直接的方式，比如說打架和恐嚇，來達到他的目的。
- 心不在焉的教授：一個掌握重要訊息的學術人物，但是他會因為太專注於他的研究而忽略了週遭環境。
- 醉漢：他的功能可能是甘草人物、道德範例或者年長智者和愚者的替代品。
- 自警人士（Vigilante）：體會到法律或者懲罰對惡人的不足，而要以「自己的方法」去「替天行道」的人。有時會是反英雄。

## 版權問題
美國法院已經判決——不論是在書本、戲劇或電影中，版權保護不適用於故事中的某個定型角色。